# Prionus laminicornis
Prionus laminicornis là một loài bọ cánh cứng trong họ Cerambycidae.